# Melanie Brown
Melanie Janine Brown (Leeds (West Yorkshire), 29 mei 1975) is een Britse zangeres. Haar muzikale carrière begon ze als een van de vijf zangeressen van de meidenband Spice Girls, waarin ze bekend was als Scary Spice. Als soloartiest staat zij bekend als Melanie B en Mel B. Ten tijde van haar huwelijk met Jimmy Gulzar stond ze ook bekend als Melanie G en Mel G.

## Levensloop
Browns solo-debuutalbum Hot werd uitgegeven in 2000. De nummers Word Up, I Want You Back, Tell Me, Feels So Good en Lullaby werden als single uitgegeven. In 2001 werd zij, na teleurstellende verkoopcijfers, door haar platenmaatschappij Virgin aan de kant gezet. In 2005 verscheen Browns tweede soloalbum, L.A State Of Mind, onder de naam Melanie Brown, dit in tegenstelling tot haar eerste cd, die verschenen was onder haar Spice-Girlnaam Melanie B. De eerste single, genaamd Today, was geen succes. Er waren geruchten dat er een tweede single zou komen, Beautiful Girl, maar door de slechte verkoopcijfers van het album ging dit niet door. 
Vanaf 2013 tot en met 2018 en terug vanaf 2025 is Brown als jurylid te zien in het Amerikaanse televisieprogramma America's Got Talent. In 2014 was ze jurylid in elfde seizoen van The X Factor UK. In seizoen 9 en 13 was ze gastmentor. Daarnaast was ze in 2014 coach in The Voice Kids Australië. In 2010 was ze gastjurylid in The X Factor Australië en jurylid (2010-2011, 2016) in het derde, vierde en achtste seizoen. In 2019 was ze jurylid in eerste seizoen van America's Got Talent: The Champions. Vanaf 2022 is ze vast panellid in The Masked Singer van Australië. In 2024 was ze een van de juryleden van AGT Fantasy League.  

### Privéleven
Brown was van 1998 tot 2000 met een Nederlandse danser getrouwd. Het paar heeft een dochter. In 2006 had ze kortstondig een relatie met acteur Eddie Murphy en kreeg een dochter van hem. Van 2007 tot 2017 was Brown getrouwd en kreeg opnieuw een dochter. Op 5 juli 2025 trad ze voor een derde keer in het huwelijk; ze trouwde met Rory McPhee tijdens een ceremonie in St. Paul's Cathedral in Londen. 

## Discografie

### Albums
| Album met eventuele hitnotering(en) in de Nederlandse Album Top 100 | Datum van verschijnen | Datum van binnenkomst | Hoogste positie | Aantal weken | Opmerkingen |
| ------------------------------------------------------------------- | --------------------- | --------------------- | --------------- | ------------ | ----------- |
| Hot                                                                 | 2000                  | -                     |                 |              |             |
| LA State of Mind                                                    | 2005                  | -                     |                 |              |             |

### Singles
| Single met eventuele hitnotering(en) in de Nederlandse Top 40 | Datum van verschijnen | Datum van binnenkomst | Hoogste positie | Aantal weken | Opmerkingen                     |
| ------------------------------------------------------------- | --------------------- | --------------------- | --------------- | ------------ | ------------------------------- |
| I want you back                                               | 1998                  | 10-10-1998            | 6               | 9            | met Missy 'Misdemeanor' Elliott |
| Word up                                                       | 1999                  | 10-07-1999            | tip             |              | als Melanie G., cover van Cameo |
| Tell me                                                       | 2000                  | 09-09-2000            | tip             |              |                                 |
| Feels so good                                                 | 2001                  | -                     |                 |              |                                 |
| Lullaby                                                       | 2001                  | -                     |                 |              |                                 |
| Today                                                         | 2005                  | -                     |                 |              |                                 |